# بلدية إنغور
بلدية إنغور هي بلدية في لاتفيا، بلغ عدد سكانها 7٬225  نسمة، في 2017، عاصمتها Smārde ‏.

## الموقع
تشترك في الحدود مع:
- بلدية مورسراغس
- بلدية ببيت
- بلدية جيلغافا
- بلدية توكومز
- جورمالا.

## التقسيمات الإدارية
- Engure Parish [الإنجليزية]‏
- Lapmežciems Parish [الإنجليزية]‏
- Smārde Parish [الإنجليزية]‏.